# Opus polygonale

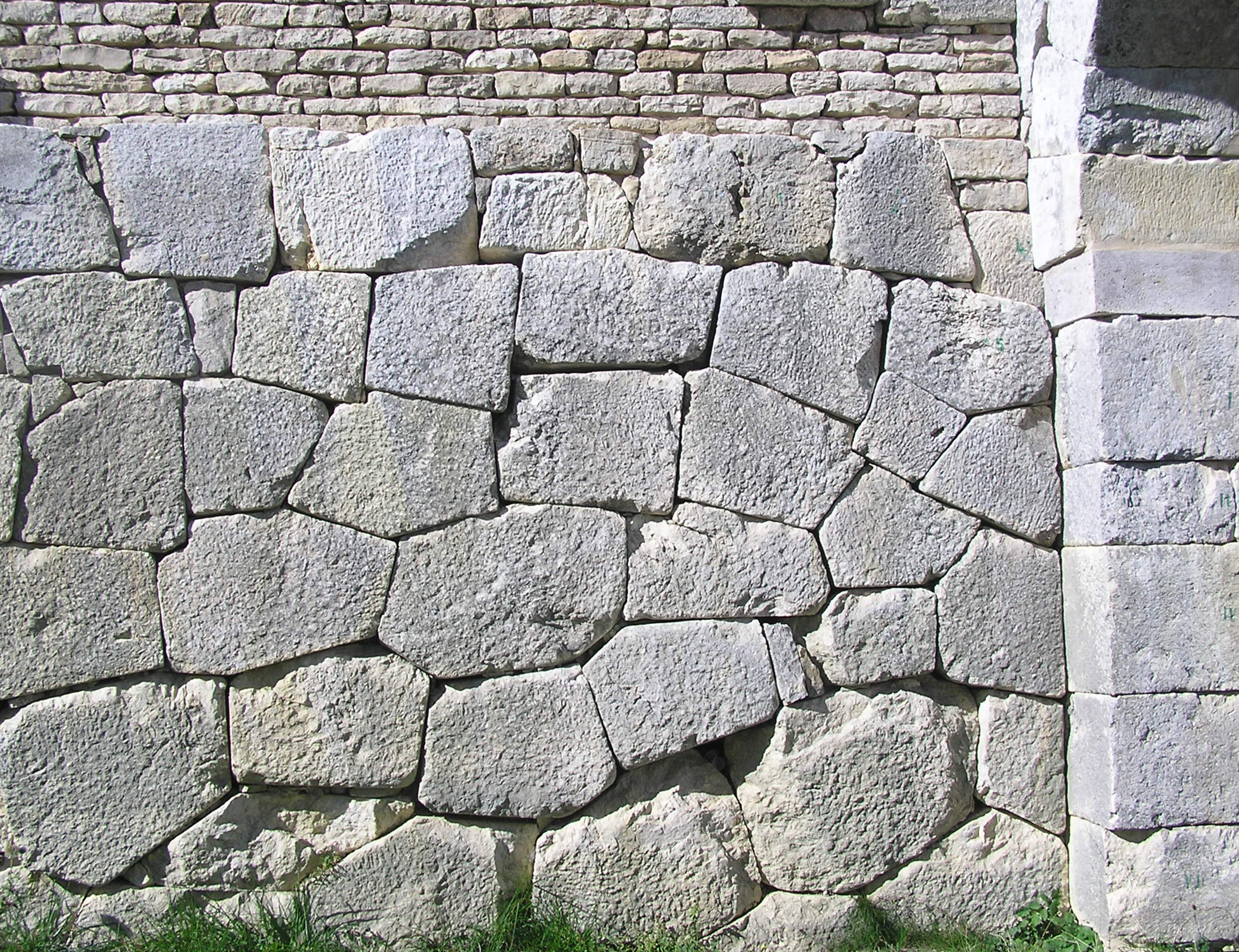
Mampostería poligonal del tercer tipo en el teatro antiguo del centro samnita de Pietrabbondante (Provincia de Isernia).

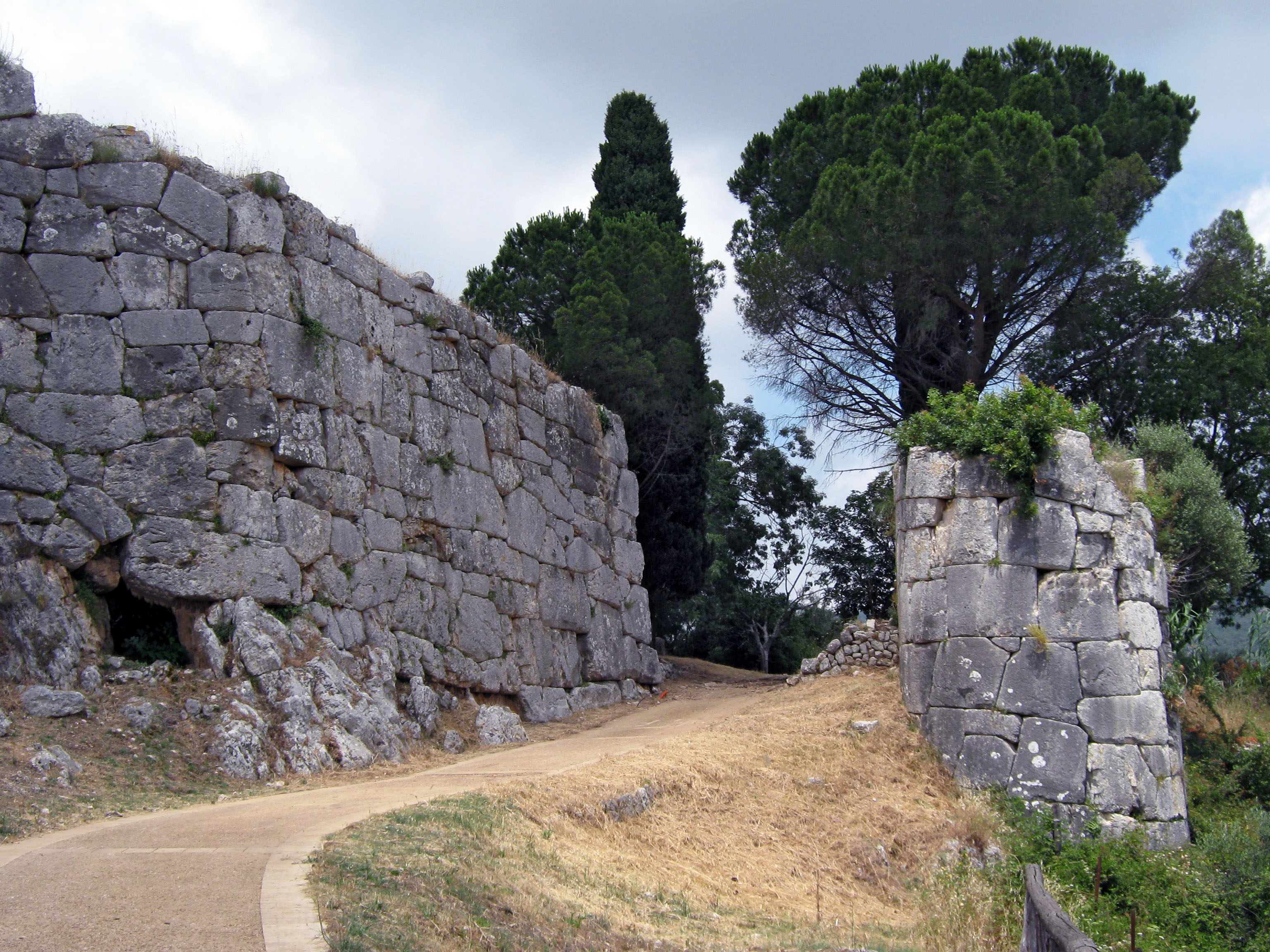
Puerta principal en la muralla en opus polygonale de Norba (Latina).

El opus polygonale o mampostería poligonal (también opus poligonalis u opus siliceum) es una técnica de construcción antigua extendida por el centro de Italia, fundamentalmente entre los siglos VI y I a. C., aunque se utilizó también por el mundo antiguo mediterráneo y en otras épocas históricas. 
La construcción de muros se realiza mediante la superposición de bloques de piedra escuadrados lo mínimo para que encajen aproximadamente las piezas, algunas de tamaño considerable, sin uso de mortero u otros aglutinantes. Es el propio peso de los bloques el que asegura la estabilidad de la estructura que, en general, presenta un espesor mayor en la base y se va estrechando hacia arriba.
Esta técnica es utilizada, en particular, para la construcción de las murallas de las ciudades u otros tipos de fortificaciones, en las terrazas y podios de los templos, generalmente en pendientes. 
Con esta técnica fueron construidas las murallas urbanas de numerosos centros en el Lacio meridional, que comprende las provincias de Frosinone y Latina, como es el caso de las ciudades de  Anxur (Terracina), Aletrium (Alatri), Circei (cerca de San Felice Circeo), Cora (Cori), Ferentinum (Ferentino), Norba (cerca de Norma), Praeneste (Palestrina), Setia (Sezze) o Signia (Segni).

## Tipos
Se distinguen cuatro tipos de construcción que, a pesar de mostrar una mejora gradual desde un punto de vista técnico, desde un punto de vista cronológico, sólo proporciona una indicación aproximada pues, de hecho, las formas más antiguas se siguieron utilizando en diferentes lugares.
El material utilizado fue principalmente piedra caliza local disponible cerca del lugar de cada construcción.
- Tipo I, que utiliza las rocas tal como se encuentran en la naturaleza, sin trabajar o labradas muy toscamente, con amplios intersticios que se rellenaban de astillas o de restos de roca obtenidos al tallar.

- Tipo II, donde los bloques de piedra son elegidos con mayor cuidado y son trabajados sumariamente, especialmente las superficies que encajan y el lado expuesto a la vista. Las juntas son más precisas y los intersticios, siempre se rellenan de gravilla y con los residuos obtenidos más pequeños. Esta técnica fue utilizada sobre todo en pendientes donde los bloques deben apoyarse fuertemente en el terreno, para favorecer un mayor equilibrio.

- Tipo III, donde la piedra se trabaja, de manera que las superficies de contacto coincidan perfectamente, sin intersticios. La cara expuesta a la vista queda perfectamente plana, en forma poligonal, y los bloques encajan perfectamente entre sí. Se procuraba evitar que el asiento no fuese demasiado inclinado.

- Tipo IV, donde el plano de apoyo tiende a ser horizontal, sin dejar de ser discontinuo, y los bloques tienden a tener una forma de paralelepípedo. A veces, esta forma paralelepípeda de los bloques depende de las características naturales de la piedra utilizada, cuando tiende a fracturarse según planos paralelos. Esta técnica puede dar el aspecto decorativo de los sillares.